# Chateau Libertador Residence
Pour les articles homonymes, voir Libertador.
Le gratte-ciel Chateau Libertador Residence est un édifice résidentiel situé dans le quartier de Núñez, à Buenos Aires, capitale de l'Argentine.